# 申克號驅逐艦 (DD-159)
申克號驅逐艦（舷號DD-159）是一艘美國海軍建造的驅逐艦，為維克斯級驅逐艦的85號艦。她是美軍第一艘以申克為名的軍艦，以紀念在美國內戰時期的海軍軍官詹姆士·申克（James F. Schenck）。
申克號在1918年於紐約造船廠開始建造，在1919年下水服役，其時第一次世界大戰已經結束。稍後申克號被派往地中海及大西洋執勤，於1922年退役封存。1930年申克號重新服役，在大西洋及太平洋之間用作訓練。第二次世界大戰爆發後，申克號派往大西洋海域作中立巡航，護航商船。戰時申克號曾擊沉U-645號潛艇，但同組的利里號驅逐艦 (DD-158)卻遭德國潛艇擊沉。戰事末期申克號改為靶艦，訓練海軍飛行員。1946年申克號退役除籍，並出售拆解。
申克號在第二次世界大戰共獲一枚戰鬥之星。